# Route 605 (Nouveau-Brunswick)
Pour les articles homonymes, voir Route 605.
La route 605 est une route locale du Nouveau-Brunswick d'orientation nord-sud située dans l'ouest de la province, au nord de Nackawic. Elle traverse une région mixte, tant vallonneuse, qu'agricole, que boisée. De plus, elle mesure 16 kilomètres, et est pavée sur toute sa longueur.

## Tracé
La 605 débute juste au nord de Nackawic, sur la principale rue de la ville, la route 105. Elle commence par se diriger vers le nord en bordant le ruisseau Nackawic, aussi appelé Nackawic Stream en anglais, puis elle croise la route 595 à Pinder, vers Woodstock. Elle courbe ensuite légèrement vers le nord-nord-est pour rester dans cette orientation pendant 11 kilomètres, jusqu'à son terminus nord, sur la route 104, à Millville.

## Intersections principales
| route 605    |           |    |                                            |                          |
| Comté        | Location  | km | Intersection/Destinations                  | Notes                    |
| Comté d'York | Nackawic  | 0  | R-105, Mactaquac, Nackawic centre          | extrémité sud de la 605  |
| Comté d'York | Pinder    | 5  | R-595 ouest, Central Waterville, Woodstock |                          |
| Comté d'York | Millville | 16 | R-104, Greenhill, Lower Windsor, Hartland  | extrémité nord de la 605 |